# زنوبة (فلم)
زنوبة هو فيلم دراما مصري من إخراج حسن الصيفي وبطولة سامية جمال، شكري سرحان، محمود إسماعيل، محسن سرحان وإستفان روستي.

## نبذه
(عطية أبو حديد) بلطجي لص يتزعم عصابة لارتكاب جرائمه، ويحب إحدى بنات الحي (نعناعة) المخطوبة لابن عمها (العترة) العسكري بالجيش، والذي يذهب ليشارك في حرب فلسطين فيخلو الجو لعطية، يضع خطة ليوقع الأسطى (حسن) شقيق نعناعة في غرام زنوبة، وهي فتاة يستغلها عطية لمآربه الدنيئة.

## التصوير
تم تصوير الفيلم أثناء العدوان الثلاثي على مصر.في أحد المشاهد كادت أن تتعرض سامية جمال للقتل حيث أنه في أحد المشاهد كان مقرراً أن تؤدى سامية مشهد يستدرجها فيه استيفان روستى إلى شقة ويخبر حبيبها الذي كان يقوم بدوره شكرى سرحان حتى يوهمه بأنها تخونه ويضبطها في الشقة، وكان المشهد يقتضى أن يثور شكرى سرحان ويستخرج مسدساً ويطلق منه الرصاص على سامية جمال.وكان المتبع في مثل هذه المشاهد أن يتم إفراغ المسدس مما فيه من الرصاص الحى ويتم وضع مادة شمعية بدلاً منه تملأ الفراغ وتحدث دوياً عند إطلاقها يشبه صوت الرصاص ومع بداية تصوير المشهد شعرت سامية بالخطر وسألت المخرج «أنت متأكد إنه تم إفراغ الرصاص بالكامل؟»، فأجاب المخرج حسن الصيفى:«طبعا وهى دى أول مرة نعملها؟»، وكانت سامية جمال يداهمها شعور غامض بالخوف:«طيب ممكن تتأكد» وقال لها:«ياسامية انتى عارفة معندناش وقت لاعتراضات زى دى»، ولكن أصرت سامية أن يتم تجربة المسدس قبل بدء التصوير.وعلى مضض قال حسن الصيفى: خلاص ياستى هنجربها في المخدة اللى هتنامى عليها، وأمسك بالمسدس وأطلق منه رصاصة على المخدة وخرجت من المسدس رصاصة حقيقية أحرقت المخدة واخترقتها.

## وصلات خارجية
- مقالات تستعمل روابط فنية بلا صلة مع ويكي بيانات